# Euphyia cinneretharia
Euphyia cinneretharia là một loài bướm đêm trong họ Geometridae.